# 三涧堡街道
三涧堡街道，是中华人民共和国辽宁省大連市旅顺口区下辖的一个乡镇级行政单位。

## 行政区划
三涧堡街道下辖以下地区：
东泥河村、曹家村、洪家村、许家窑村、韩家村、石付村、小黑石村、土城子村、李家沟村、沙包村、泥河村、北海村和袁家沟村。